# Estación de Villiers
La estación de Villiers es una estación de las líneas 2 y 3 del metro de París situada en el límite de los distritos VIII y  XVII, al oeste de la capital. 

## Historia
Fue inaugurada el 21 de enero de 1903 pocos después de la primera ampliación de la línea 2 hacia el oeste. Poco después, el 19 de octubre de 1904 llegaría la línea 3. 
Situada cerca del bulevar de Villiers debe su nombre al antiguo pueblo de Villare.
Las dos estaciones fueron totalmente renovadas en el 2009.

## Descripción

### Estación de la línea 2
Se compone de dos vías y de dos andenes laterales de 75 metros de longitud. 
Está diseñada en bóveda elíptica revestida completamente de los clásicos azulejos blancos biselados.
Su iluminación ha sido renovada  empleando el modelo vagues (olas) con estructuras casi adheridas a la bóveda que sobrevuelan ambos andenes proyectando la luz en varias direcciones.
La señalización por su parte usa la moderna tipografía Parisine donde el nombre de la estación aparece en letras blancas sobre un panel metálico de color azul. Por último, los asientos de la estación son los modernos Coquille o Smiley, unos asientos en forma de cuenco inclinado para que parte del mismo pueda usarse como respaldo y que poseen un hueco en la base en forma de sonrisa.

### Estación de la línea 3
Se compone de dos vías y de dos andenes laterales de 75 metros de longitud. 
Está diseñada en bóveda elíptica revestida completamente de los clásicos azulejos blancos biselados. La bóveda se caracteriza por su gran altura debido a que inicialmente se preveía que las líneas 2 y 3 transcurrieran en paralelo, dentro de un mismo túnel, desde Villiers. Sin embargo, con la ampliación hacía Porte de Champerret se descartó esta opción situándose la línea 3 justo por debajo de la 2.
Su iluminación, al igual que la estación de la línea 2, ha sido renovada  empleando el modelo vagues (olas) con estructuras casi adheridas a la bóveda que sobrevuelan ambos andenes proyectando la luz en varias direcciones.
La señalización por su parte, usa también, la moderna tipografía Parisine donde el nombre de la estación aparece en letras blancas sobre un panel metálico de color azul. Por último, los asientos de la estación son los modernos Coquille o Smiley, unos asientos en forma de cuenco inclinado para que parte del mismo pueda usarse como respaldo y que poseen un hueco en la base en forma de sonrisa.

## Accesos
La estación dispone de tres accesos, todos ellos en el bulevar de Courcelles. 